# Coumarinique
 (août 2011).
Si vous disposez d'ouvrages ou d'articles de référence ou si vous connaissez des sites web de qualité traitant du thème abordé ici, merci de compléter l'article en donnant les références utiles à sa vérifiabilité et en les liant à la section « Notes et références ».
Les coumariniques sont une famille de médicaments dérivée de synthèse de la coumarine, composé aromatique naturel. On utilise 2 molécules :  l'acénocoumarol (Sintrom ®) et la warfarine ou coumaphène (Coumadine ®).
Ils ont des propriétés anticoagulantes, utilisées en thérapeutique (pour prévenir la formation ou empêcher l'extension de caillots sanguins) ou comme rodenticide pour la lutte contre les rongeurs nuisibles, dans la "mort aux rats". Ils sont donc également classés comme pesticide (ou produit phytosanitaire ou produit phytopharmaceutique).
Ces propriétés anticoagulantes sont dues à une action antivitamine K. En effet, les coumariniques inhibent de façon compétitive les protéines vitamine K-dépendantes. Or, la vitamine K favorise la synthèse de facteurs de coagulation sanguine (prothrombine, proconvertine, facteur antihémophile B, facteur Stuart-Prower).
Ces molécules peuvent être administrées par voie orale (voir Anticoagulant oral). Elles sont donc plus pratiques d'utilisation qu'un autre anticoagulant : l'héparine, qui ne peut être utilisé que par injection.
Leur action est relativement lente, ce qui est mis à profit pour leur utilisation dans la "mort aux rats" car elles ne déclenchent pas une mort foudroyante qui pourrait attirer l'attention des autres rats, qui se méfieraient alors du poison.
Ces propriétés anticoagulantes sont réversibles lorsque l'on arrête leur administration, mais beaucoup plus lentement que lors d'injection d'héparine. Il faut donc administrer de façon massive de la vitamine K en cas d'intervention chirurgicale urgente alors que le patient est sous coumariniques ou en cas d'ingestion accidentelle directe par des carnivores domestiques de "mort aux rats". Remarque : La toxicité de l'ingestion accidentelle indirecte des coumariniques par des carnivores ayant mangé des rongeurs qui ont ingéré de la "mort aux rats" n'a jamais été prouvée ; il semblerait que, dans ce cas, la quantité de coumariniques ingérés par le carnivore serait insuffisante pour provoquer un effet anticoagulant ayant des conséquences pathologiques. Pour contrer les effets anticoagulants des coumariniques, on peut également envisager une transfusion sanguine de facteurs de la coagulation sanguine sous forme de fractions de plasma.
Il faut noter que, en 1999, les antivitamines K arrivaient au premier rang des accidents iatrogènes (c'est-à-dire médicamenteux) entrainant une hospitalisation. Leur usage a donc été modéré.